# Brasfoot
Brasfoot é uma série de jogos de gerenciamento de clubes de futebol (manager) para Windows e Android, distribuídos pela SiliconAction. Criado por Emmanuel dos Santos e lançado inicialmente em 2003, foi inspirado no similar jogo português Elifoot, porém com maior jogabilidade. O jogo é o primeiro de seu gênero no Brasil, sendo considerado o mais bem sucedido devido a sua simplicidade. O jogador tem como objetivo é tornar-se o melhor dos treinadores, alternando-se na administração tática e financeira de sua equipe.

## Características
É possível jogar competições nacionais, internacionais, estaduais (só no Brasil) e torneios de seleções. 
Como treinador, é possível escalar os jogadores, formular táticas e improvisar as posições dos jogadores. O treinador é o responsável pelas finanças do clube onde treina, podendo negociar os direitos, numeração e salário dos jogadores, controlar o preço dos ingressos e ampliar o estádio. Se o treinador tiver bons resultados, pode ser chamado por equipes melhores; se não, corre o risco de ser demitido e ter que treinar clubes mais fracos.
Cada futebolista dos diversos times tem um valor para sua força (que tende a diminuir conforme ele envelheça), e até duas características principais, entre dez possíveis, nas quais ele se destaca mais. Aquele que for artilheiro em alguns campeonatos proporciona uma premiação para seu time.
Nas versões demo, o treinador começa na quarta divisão e disputa apenas a copa e o campeonato nacional do Brasil ou da Espanha. A versão não paga também restringe o improviso de jogadores dentro de seu setor.
Já nas versões registradas, ativa todas as opções extras do jogo (Tais como acesso a jogar com todas as ligas Brasil, inclusive 1°, 2°, 3, e 4° divisão; além de Copa do Brasil, Espanha, França, Inglaterra, Alemanha, Argentina, Itália e diversos outros países. Também é possível jogar Libertadores e Liga dos Campeões) e ganha um login e senha para a área reservada de sócios no site oficial. O registro pessoal é obtido através de um e-mail recebido após um pagamento unitário administrado pela empresa SiliconAction.

## Database aberta do Brasfoot e criadores de conteúdo
O Brasfoot oferece um editor aberto a todos os jogadores onde podem criar, editar e excluir times o que levou ao surgimento de grupos/sites com o objetivo da criação de conteúdo para o Brasfoot. Um dos mais populares é Vício Brasfoot , mas que deixou de criar atualizações em 2022. Este site de Brasfoot é administrado por Jéferson Santos, uma personalidade bastante conhecida na comunidade do jogo. 

Outro site é o Alternative Brasfoot, gerenciado pelo Galba Novaes, para muitos o maior criador de conteúdo para Brasfoot de todos os tempos, oferece uma grande quantidade de conteúdo adicionável ao jogo, desde times de ligas populares, passando por ligas de países onde o futebol não é profissional, entre outros conteúdos para o Brasfoot.

## Brasfoot 2022-2023 (PC)
- Novas fórmulas de campeonatos internacionais e nacionais
- Ranking de seleções
- Torneios amistosos
- Eliminatórias com todos os países
- Novos limites de elencos
- Liga das Nações
- Aumento do banco de reservas e do número de substituições
- Gerador de nomes aperfeiçoado
- Novos sistemas de rebaixamento com playoffs

(entre outras muitas mudanças)

## Brasfoot 2018 (PC)
A décima sexta versão para Windows do Brasfoot foi lançada em 9 de maio de 2018 e trouxe estas novidades:
- Novo sistema de Força dos jogadores, com Habilidades individuais (Técnica, passe, Velocidade)
- Sistema para escolha do Foco das habilidades a serem treinadas.
- Vários Bugs corrigidos e ajustes em muitas funções no jogo.

Além dessas, várias outras mudanças foram realizadas em todo o jogo.

## Brasfoot 2017
- Possibilidade de organizar amistosos com as Seleções durante a Temporada.
- Convocar jogadores a qualquer momento para realização de amistosos.
- Adequações na Libertadores. Nova rodada da fase preliminar e exclusão dos times mexicanos,  Campeão da Sul-Americana com vaga direta na fase de grupos.
- Expansão do número de times da Liga dos Campeões com nova rodada da Fase Preliminar.

## Brasfoot 2016
- Possibilidade de editar campeonatos nacionais e estaduais.
- Ser treinador de seleção podendo realizar amistosos e escalar seus jogadores a hora que quiser.
- Copa do Brasil com 128 times.
- Foi removido o modo fantasia.
- Removido suporte para monitores com resolução de tela inferior a 1024x768.
- Ranking único de equipes, e baseado no ranking real da CBF.
- Design novo para o editor de equipes.
- Opção 'Top Mundial' para os jogadores famosos (Ex: Messi e Cristiano Ronaldo).
- Ícones novos.
- Ícones de camisas brancas para times que não possuem camisas no jogo.
- Pré-Libertadores e Pré-Liga dos Campeões da Europa, possibilitando maior vaga de times em cada torneio.
- Em competições internacionais, os times ganharão prêmios a cada rodada que vencerem no mata-mata.
- O campeão da Sulamericana terá vaga na Libertadores do ano seguinte. Assim como o campeão da Liga Europa terá vaga na fase de grupos da Champions League.

## Brasfoot 2015
O Brasfoot 2015 foi lançado no dia 8 de Março de 2015
- Modificação nos campeonatos estaduais, podendo ser jogados em modos reais, além disso é possível configurar o estilo do campeonato (com grupos, pontos corridos e mata-mata, número de times nos estaduais etc.)
- Também foi adicionada a tão sonhada Categoria de Base (Sub-21), os jogadores podem ser promovidos quando quiser, podemos testa-los em amistosos, e contratar juniores de outros clubes. Os principais times iniciam com o elenco real de juniores.
- Mudanças no design, tornando mais moderno.
- Nas finanças, foi adicionado o sócio torcedor. O valor varia de acordo com a divisão e a reputação do clube.

## Brasfoot 2014
- Estádios com capacidades reais;
- Adicionado a Liga Africana e a Liga Asiática;
- Grupos reais da Copa do Mundo FIFA de 2014.

## Brasfoot 2013
O Brasfoot 2013 foi lançado no dia 26 de Março de 2013, tendo como novidades:
- Mudanças no Editor de Equipe (possibilidade de realizar buscas por jogadores, exibir equipes sem escudos e/ou sem camisas, entre outras)
- Copa do Brasil com 64 times
- Disputa da Libertadores e da Liga dos Campeões já na primeira temporada

## Brasfoot 2012
Algumas da novidades confirmadas nessa edição são:
- Copa Sul-Americana em formato de mata-mata;
- Ex-jogadores poderão se tornar treinadores;
- Eleição dos jogadores time da semana após rodada do campeonato nacional;
- Eleição do time do ano;
- Nacionalidade do treinador;
- Possibilidade de usar uniforme reserva e terceiro uniforme;
- Melhoras no sistema do jogo;
- Ranking por reputação;
- Ajustes em vários sistemas do jogo.
- Troféu Bola de Ouro

## Equipe do Brasfoot
- Criador do Jogo: Emmanuel dos Santos (Nascido em Belo Horizonte - MG no dia 11 de Setembro de 1977)[4]
- Beta-testers: Jéferson Santos, Jean Victor Silva e Dom Ruben